# Ouverture sur des thèmes populaires russes et kirghizes
L'Ouverture sur des thèmes populaires russes et kirghizes (russe : Увертюра на русские и киргизские темы), opus 115, est une musique instrumentale d'ensemble composée par Dmitri Chostakovitch (1906-1975) en octobre 1963. Cette pièce en ut majeur a été dédicacée en l'honneur du centième anniversaire de l'adhésion volontaire de l'état kirghize à la fédération russe de l'époque. Elle a été jouée initialement le 10 octobre 1963 dans la grande salle du Conservatoire Tchaïkovski de Moscou, par l'Orchestre symphonique d'État d'URSS dirigé par Konstantin Ivanov.

## Effectif orchestral
L'interprétation du morceau nécessite un orchestre symphonique complet : 
- 3 flûtes traversière
- 1 piccolo
- 2 hautbois
- 2 clarinettes
- 3 bassons
- 1 contrebasson
- 4 cors
- 2 trompettes
- 3 trombones
- 1 tuba
- timbales
- percussionniste
- 16 violons (I)
- 14 violons (II)
- 12 altos
- 12 violoncelles
- 10 contrebasses

## Structure
L'œuvre a été composée en un mouvement qui est enchaîné continuellement mais elle comporte cinq sous-mouvements de caractères différents :
1. Moderato :
2. Allegro non troppo :
3. Adagio :
4. Allegro :
5. Presto :

Le tout a une durée approximative de huit minutes.